# Ruth Eriksson
Ruth Eriksson var en svensk rösträttsaktivist. Hon var verksam i kampanjen för införandet av kvinnlig rösträtt i Sverige, och ordförande för Föreningen för kvinnans politiska rösträtt i Kiruna 1906–1907. 